# 8. pehotni polk (ZDA)
Za druge 8. polke glejte 8. polk.
8. pehotni polk (angleško 8th Infantry Regiment; kratica 8th IR) je pehotni polk Kopenske vojske ZDA, ki je bil ustanovljen leta 1838 in je aktiven še danes.